# Parker (Idaho)
Parker es una ciudad ubicada en el condado de Fremont en el estado estadounidense de Idaho. En el Censo de 2010 tenía una población de 305 habitantes y una densidad poblacional de 331,72 personas por km².

## Geografía
Parker se encuentra ubicada en las coordenadas 43°57′30″N 111°45′33″O / 43.95833, -111.75917. Según la Oficina del Censo de los Estados Unidos, Parker tiene una superficie total de 0.92 km², de la cual 0.91 km² corresponden a tierra firme y (0.56%) 0.01 km² es agua.

## Demografía
Según el censo de 2010, había 305 personas residiendo en Parker. La densidad de población era de 331,72 hab./km². De los 305 habitantes, Parker estaba compuesto por el 94.75% blancos, el 0% eran afroamericanos, el 2.3% eran amerindios, el 0% eran asiáticos, el 0% eran isleños del Pacífico, el 2.95% eran de otras razas y el 0% pertenecían a dos o más razas. Del total de la población el 4.59% eran hispanos o latinos de cualquier raza.